# 1. Līga 2004
La 1. Līga 2004 è stata la 13ª edizione della seconda divisione del calcio lettone dalla ritrovata indipendenza. La formazione riserve del Ventspils ha vinto il campionato, ma non era promuovibile in massima serie.

## Stagione

### Novità
Il campionato fu allargato a 14 squadre, quattro in più della stagione precedente. Vennero ammesse formazioni riserve di squadre della massima serie. Il Ditton, terzo nella stagione precedente, fu ripescato al posto del Gauja Valmiera, che rinunciò all'iscrizione in massima serie; la seconda in classifica, infatti, era il Multibanka, divenuto formazione riserve dello Skonto e, come tale, non promuovibile.
Oltre a quattro formazioni riserve di squadre di massima serie furono promosse dalla 2. Līga le prime due classificate del girone Vidzeme e la seconda del girone Kurzeme. Inoltre il Viola e il RAF, formazione di Jelgava, si fusero per dar vita al FK Jelgava.

### Formula
Le quattordici squadre partecipanti si affrontavano in turni di andata e ritorno per un totale di 26 incontri per squadra. La vincitrice veniva promossa in Virslīga 2005, la seconda partecipava ai play-off contro la penultima di Virslīga, mentre l'ultima classificata era retrocessa in 2. Līga. Le formazioni riserve di squadre non potevano però essere promosse, per cui non se ne teneva conto per stabilire i club da promuovere.
Erano assegnati tre punti per la vittoria, uno per il pareggio e zero per la sconfitta.

## Squadre partecipanti
| Club                | Città     | Stagione precedente                                                 |
| ------------------- | --------- | ------------------------------------------------------------------- |
| Alberts FK          | Rīga      | 2º nel girone Vidzeme di 2. Līga                                    |
| Balvu Vilki/ATU     | Balvi     | 9° in 1. Līga                                                       |
| Dižvanagi Rēzekne   | Rēzekne   | 5° in 1. Līga                                                       |
| Fortuna/OSC Ogre    | Ogre      | 1º nel girone Vidzeme di 2. Līga, perde la finale                   |
| Jelgava             | Jelgava   | 7° in 1. Līga come RAF, 8° come Viola                               |
| JFC Skonto Rīga     | Rīga      | 4° in 1. Līga                                                       |
| Metalurgs Liepāja-2 | Liepāja   | 1º nel girone Kurzeme di 2. Līga, perde le semifinali contro l'Ogre |
| Rīga-2              | Rīga      | ?                                                                   |
| RFS/Flaminko        | Rīga      | 4º nel girone Rīga di 2. Līga                                       |
| Skonto-2            | Rīga      | 2° in 1. Līga                                                       |
| Valmiera            | Valmiera  | 6° in Virslīga, rinuncia ad iscriversi in massima serie             |
| Venta               | Ventspils | 2º nel girone Kurzeme di 2. Līga                                    |
| Ventspils-2         | Ventspils | ?                                                                   |
| Zibens/Zemessardze  | Ilūkste   | 6° in 1. Līga                                                       |

## Classifica finale
|  | Pos. | Squadra             | Pt | G  | V  | N | P  | GF  | GS  | DR   |
|  | ---- | ------------------- | -- | -- | -- | - | -- | --- | --- | ---- |
|  | 1.   | Ventspils-2         | 64 | 26 | 20 | 4 | 2  | 74  | 11  | +63  |
|  | 2.   | Skonto-2            | 60 | 26 | 18 | 6 | 2  | 79  | 17  | +62  |
|  | 3.   | Metalurgs Liepāja-2 | 60 | 26 | 19 | 3 | 4  | 105 | 23  | +82  |
|  | 4.   | Zibens/Zemessardze  | 54 | 26 | 16 | 6 | 4  | 71  | 33  | +38  |
|  | 5.   | Venta               | 45 | 26 | 13 | 6 | 7  | 65  | 33  | +32  |
|  | 6.   | Dižvanagi Rēzekne   | 42 | 26 | 13 | 3 | 10 | 60  | 57  | +3   |
|  | 7.   | Valmiera            | 39 | 26 | 12 | 3 | 11 | 53  | 42  | +11  |
|  | 8.   | JFC Skonto          | 38 | 26 | 11 | 5 | 10 | 68  | 34  | +34  |
|  | 9.   | Rīga-2              | 34 | 26 | 10 | 4 | 12 | 50  | 45  | +5   |
|  | 10.  | RFS/Flaminko Rīga   | 26 | 26 | 8  | 2 | 16 | 45  | 64  | -19  |
|  | 11.  | Jelgava             | 26 | 26 | 7  | 5 | 14 | 43  | 68  | -25  |
|  | 12.  | Balvu Vilki/ATU     | 15 | 26 | 5  | 0 | 21 | 38  | 112 | -74  |
|  | 13.  | Alberts FK          | 13 | 26 | 4  | 1 | 21 | 37  | 117 | -80  |
|  | 14.  | Fortūna/OSC Ogre    | 6  | 26 | 2  | 0 | 24 | 15  | 147 | -132 |

## Verdetti finali
- Zibens/Zemessardze promosso in Virslīga 2005.
- Venta ammesso ai play-off e in seguito promosso in Virslīga 2005.
- Fortuna/OSC Ogre retrocesso in 2. Līga; in seguito riammesso per la mancata iscrizione del Balvu Vilki/ATU.